# أحلام مؤجلة
أحلام مؤجلة هو فيلم تلفزي مغربي من إخراج محمد لطفي سنة 2004، و بطولة كل من محمد الأثير، ماريا صادق، فريد الركراكي، حسن مكيات، وآخرين.
يعتبر الفيلم أول إنتاج درامي على صعيد العالم العربي يتناول تداعيات أحداث 11 سبتمبر على المواطن العربي.

## القصة
يتحدث الفيلم عن قصة رب أسرة مغربي بسيط كان يعقد كل آماله على الهجرة إلى الولايات المتحدة، لكن أحداث 11 سبتمبر حالت دون تحقيق أحلامه التي أصبحت مؤجلة.

## روابط خارجية
- الفيلم على موقع themoviedb